# Conchylia lamellata
Conchylia lamellata là một loài bướm đêm trong họ Geometridae.